# Košický zlatý poklad

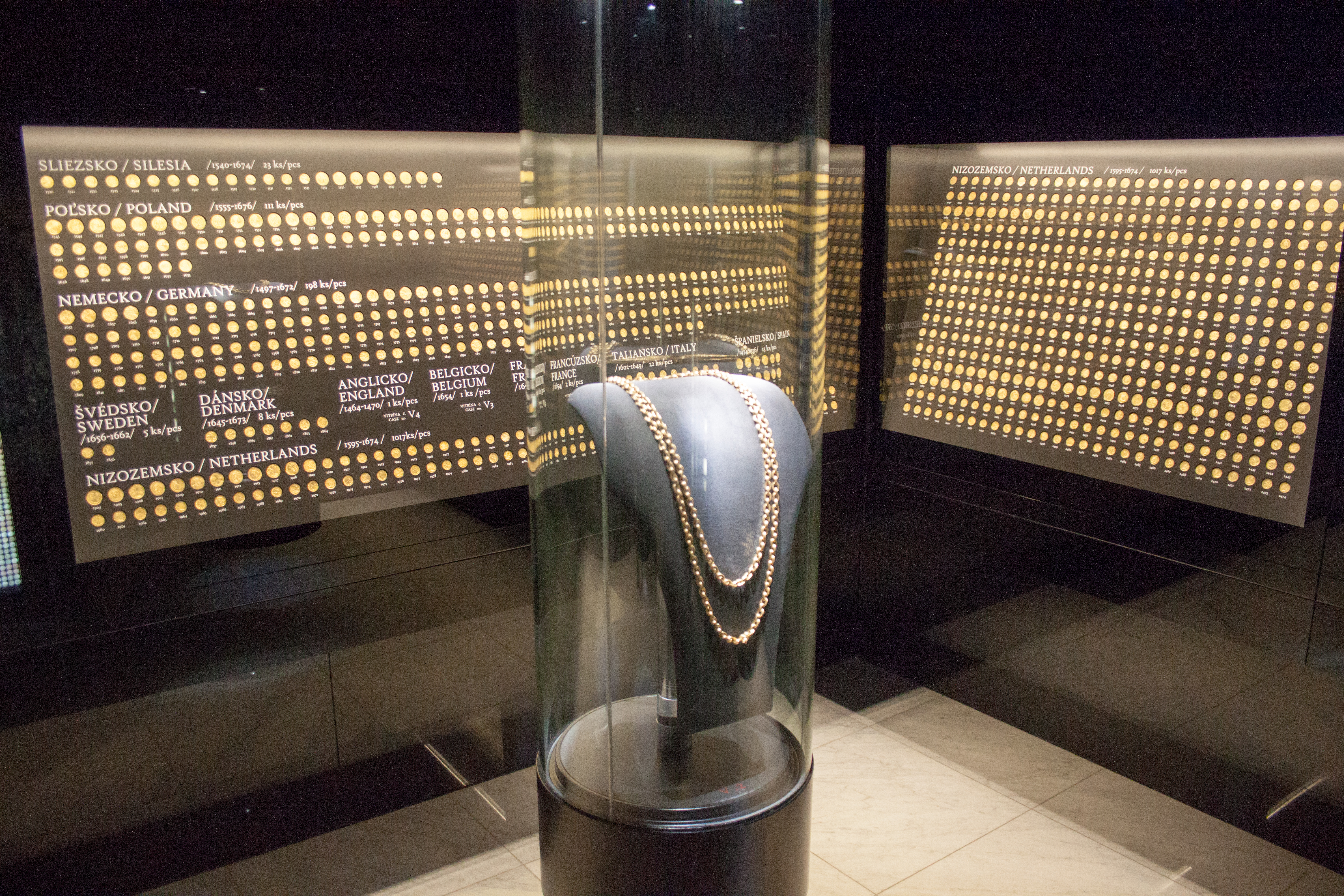

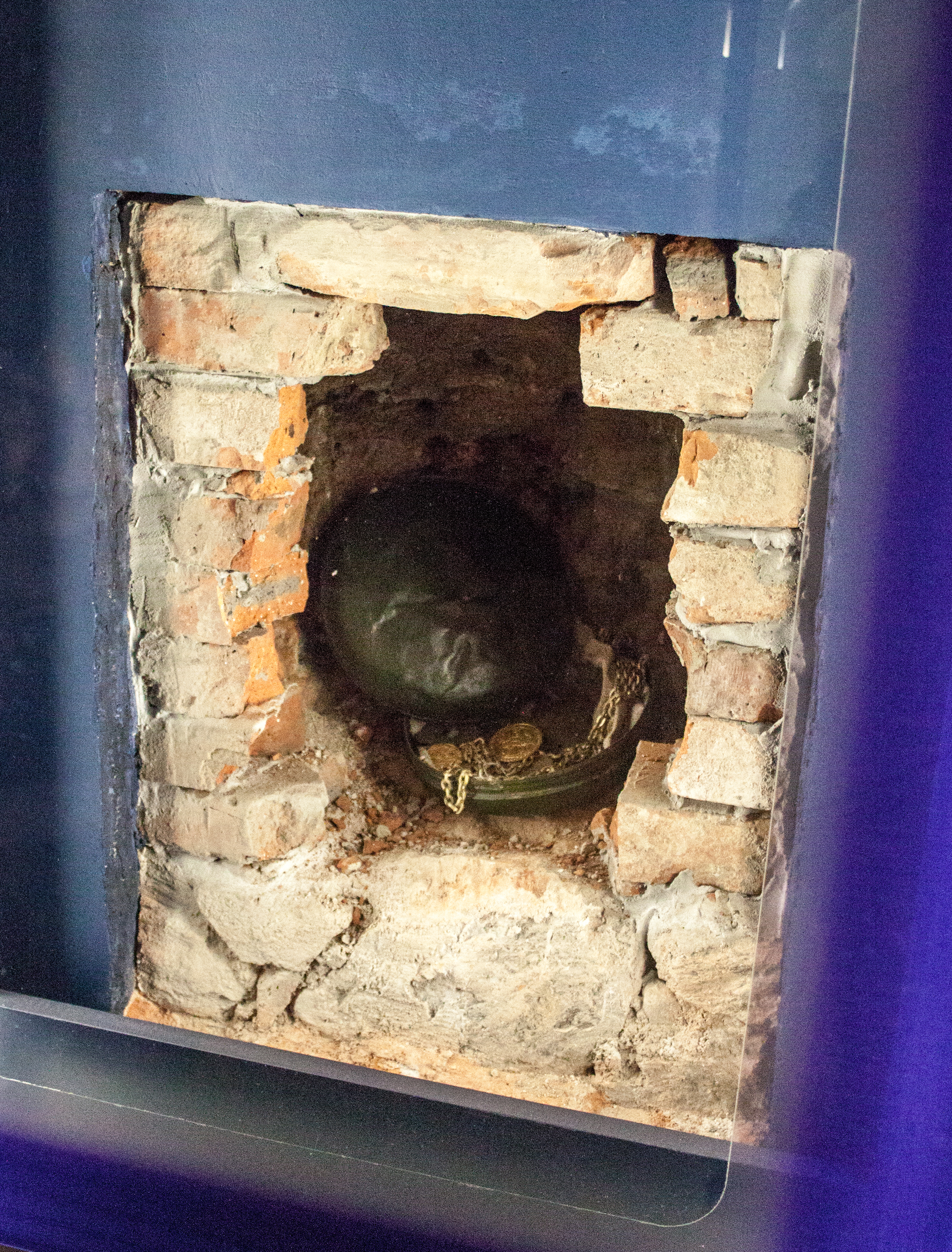

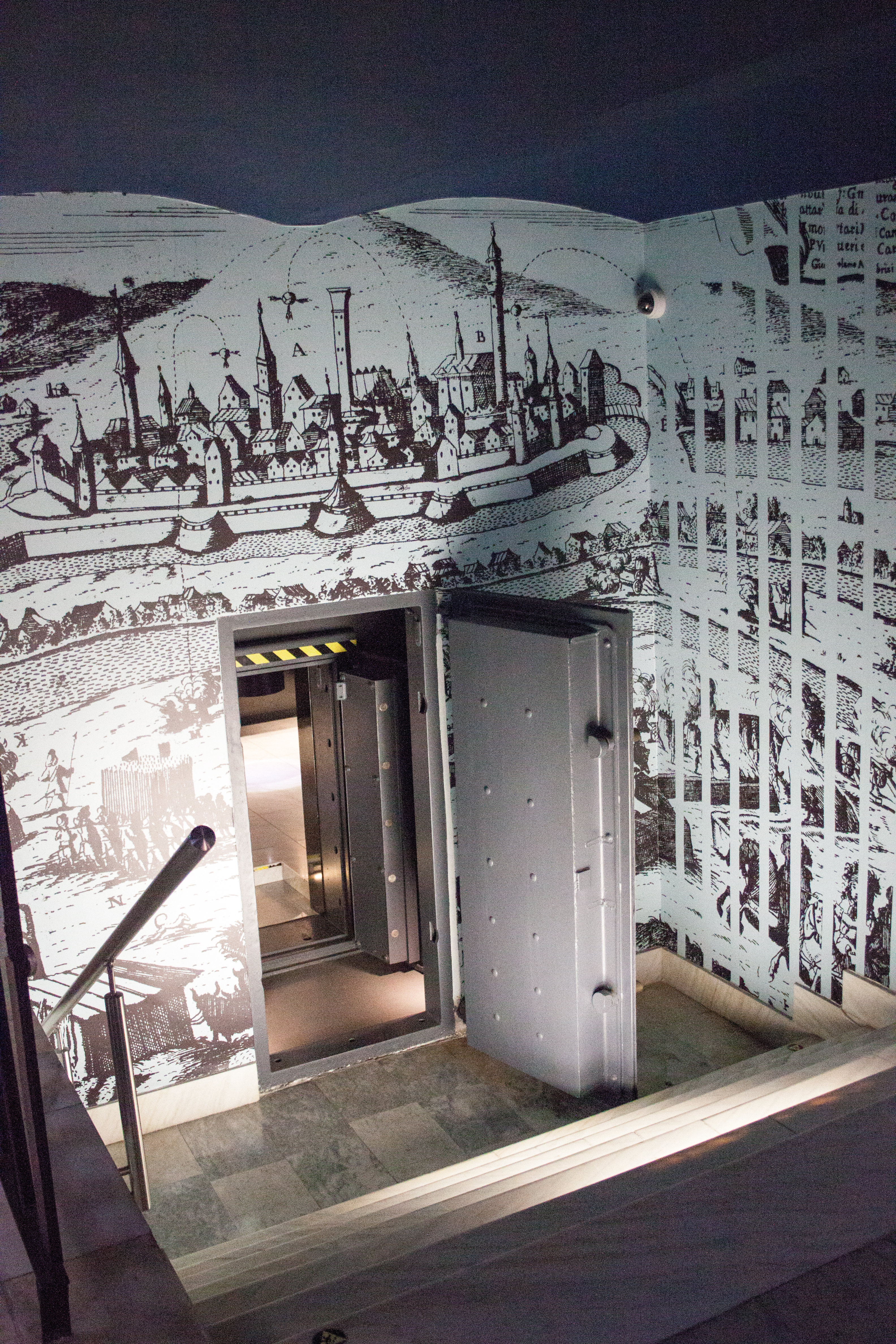

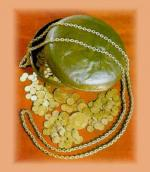
Košický zlatý poklad

Košický zlatý poklad je soubor 2 920 zlatých mincí, tří zlatých medailí a zlatého renesančního řetězu objevený při kopání základů budovy finančního ředitelství na Hlavní ulici č. 68 v Košicích roku 1935. Unikátní sbírka, jež pochází z 15. až 17. století, je jedním z největších objevených zlatých pokladů na světě.

## Skladba pokladu
Poklad byl uložen do renesanční měděné schránky ve tvaru bochníku, která se skládá ze dvou do sebe zapadajících mís. Vrchní mísa je zdobena rytým loveckým motivem. Mohutný renesanční řetěz je dlouhý 2,14 metru a těžký 590 gramů.
Nález obsahuje tři zlaté medaile. Dvě z let 1526 a 1544 s motivem na krále Ludvíka Jagellonského Nejvzácnější je třetí z roku 1541. Je dílem Kryštofa Fusse a je jezdeckou medailí krále Ferdinanda I. Habsburského
Mezi mincemi se vyskytuje jedna, která nezapadá do souboru ostatních soudobých mincí. Je jí antická trácká mince. Může to však být i její keltská napodobenina.
Ostatní soudobé mince jsou jednak domácí (Uhersko, Sedmihradsko), jednak zahraniční provenience (Nizozemsko, Čechy, Slezsko, Rakousko, Německo, Polsko, Itálie, Švédsko a Španělsko). Pocházejí až z osmdesáti různých evropských mincoven.
Počet mincí jednotlivých států, resp. zvláštních teritorií:
- Uhersko – 1181
- Sedmihradsko – 257
- Nizozemsko (provincie a města) – 1016
- České země – 26
- Slezsko – 22
- Rakousko – 24
- Salcburské arcibiskupství – 31
- Německo (církevní světské panství, města) – 195
- Polsko – 113
- Švédsko – 7
- Dánsko – 8
- Anglie – 1
- Belgie – 1
- Francie – 2
- Itálie – 22
- Španělsko – 13

## Původ pokladu
Nejmladší mince pokladu pochází z Kremnické mincovny z roku 1679. Podle toho, jakož i podle tehdejší politické situace v Košicích, se dá uschování pokladu datovat do let 1680–1682. Bylo to období rozmachu kuruckých hnutí v Horním Uhersku, jehož vůdce Imrich Tököly se pokoušel dobýt Košice. To se mu podařilo v roce 1682. Podle skladby mincí pokladu se dá usuzovat, že jeho majitelem byla zámožná postava – přívrženec Habsburků. Svědčí o tom i místo ukrytí pokladu před povstalci – administrativní budova Spišské komory na Hlavní ulici (dnes číslo 68), tedy hlavní finanční instituce s působností pro Horní Uhersko. Majitel cennosti ukryl ze strachu před odcizením pod podlahu sklepa.

## Osudy pokladu
V roce 1935 byla barokní budova Spišské komory stržena, aby uvolnila místo pro nové finanční ředitelství. Dělníci, kteří poklad objevili, měli zprvu tendenci si ho přivlastnit a rozprodat. Po prozrazení jejich záměru však poklad v neporušené sestavě směřoval do Generální finanční pokladny v Bratislavě, následně do Ústřední státní pokladny v Praze. V letech 1941–1942 byl poklad zpracován numismatickou odbornicí Emanuele Nohejlovou-Prátrovou v Národním muzeu v Praze. Jelikož se během druhé světové války o poklad zajímalo hned několik států, byl poklad v roce 1943 ukryt na dvou dobře utajovaných místech mimo Prahu.
Do Košic se vrátil na výstavu v roce 1956 a potom až 1967, pro jeho trvalé umístění ve městě původu však neexistovaly vhodné prostory. Proto byl v roce 1969 vybudován rozměrný trezor v podzemí hlavní budovy Východoslovenského muzea. Expozice Košického zlatého pokladu je zpřístupněna veřejnosti od roku 1970.